# Substantivism

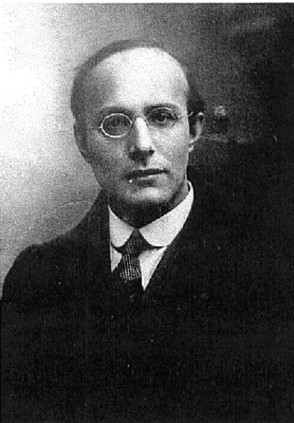
Polányi

Substantivism är en ståndpunkt som först föreslogs av Karl Polanyi i hans verk The Great Transformation (1944), som hävdar att ordet 'ekonomi' har två betydelser. Den formella betydelsen, som används av dagens neoklassiska ekonomer, avser ekonomi som logiken för rationellt handlande och beslutsfattande, som rationellt val mellan alternativa användningar av begränsade (knappa) medel, som "ekonomisering", "maximering" eller "optimering".
Den andra, substansiella betydelsen förutsätter varken rationellt beslutsfattande eller förhållanden av knapphet. Det hänvisar till hur människor försörjer sig genom att interagera inom sina sociala och naturliga miljöer. En samhälles försörjningsstrategi ses som en anpassning till sin miljö och materiella förhållanden, en process som kan eller inte kan innebära utilitetsmaximering. Den substansiella betydelsen av 'ekonomi' ses i den bredare meningen av 'försörjning'. Ekonomi enligt denna definition helt enkelt viset på vilket samhället tillgodoser sina materiella behov.